# Microtus pennsylvanicus
Microtus pennsylvanicus (Полівка лучна) — вид гризунів родини Хом'якові (Cricetidae).

## Проживання
Країни проживання: Канада (Альберта, Британська Колумбія, Лабрадор, Манітоба, Нью-Брансвік, Північно-Західні території, Нова Шотландія, Нунавут, Онтаріо, принца Едуарда I., Квебек, Саскачеван, Юкон), Мексика, США. Живе в найрізноманітніших місцях проживання від сухих пасовищ до заболочених лісів і фруктових садів. Потребує вільного ґрунту для тунелювання. Будує великі підземні тунелі.

## Життя
Пік активності розмноження: з квітня по жовтень. Вагітність триває близько 21 днів. Приплід розміром 1-9 (в середньому 4-5). Може бути 5-10 приплоди на рік. Раціон складається головним чином з рослинних матеріалів, таких як трави, коріння та насіння. Активний вдень і вночі протягом року. Хоча ці тварини зазвичай живуть близько один до одного, вони агресивні по відношенню один до одного. Це особливо наочно проявляється у самців під час сезону розмноження.